# The Really Terrible Orchestra
The Really Terrible Orchestra (engl.: wirklich schreckliches Orchester, kurz: RTO) ist ein britisches Laienorchester, das von dem aus Edinburgh stammenden Geschäftsmann Peter Stevenson und dem Autor Alexander McCall Smith 1995 gegründet wurde. Die beiden waren auf der Suche nach einem Orchester für Laien, in dem sie aus Spaß an der Musik mitwirken konnten, fanden jedoch kein entsprechendes. Darum gründeten sie das RTO, mit Richard Neville Towle als Dirigent.
Auf der Webseite des Orchesters heißt es:
"The Really Terrible Orchestra exists to encourage those who have been prevented from playing music, either through lack of talent or some other factor, to play music in the company of similarly afflicted players.
The policy of the orchestra is to make no distinction between the various grades of ability and the various forms of music, or time signature. The RTO looks forward to a further lowering of standards, in order to underline its commitment to accessibility and relevance."
„Das Really Terrible Orchestra existiert, um Menschen, die entweder durch zu wenig Begabung oder andere Faktoren vom Musikmachen abgehalten wurde, zu ermutigen, in einer Gemeinschaft Gleichgesinnter zu spielen. Der Grundsatz des Orchesters ist, keinen Unterschied zwischen den verschieden stark ausgeprägten Fähigkeiten und den verschiedenen Musikformen oder  Taktbezeichnungen zu machen.  Das RTO freut sich darauf, das Niveau weiter zu senken, um sein Engagement in Sachen Zugänglichkeit und Bedeutung zu unterstreichen.“ 
Smith bringt die geringe Qualität des Orchesterspiels sehr direkt zum Ausdruck:
"The name was carefully chosen: what it said was what you would get."
„Der Name wurde mit Bedacht gewählt: Drin ist, was dran steht.“
Zum Orchester gehört auch eine Deutsche, die in München geborene Felizitas Macfie. Sie schloss sich dem Orchester an, nachdem sie dessen Auftritte besucht hatte.
Alljährlich findet zum Edinburgh Festival Fringe ein Konzert des RTO statt. CDs von Auftritten werden im Foyer der Canongate Kirk, einer Kirche in Edinburgh, verkauft, die gleichzeitig den Proberaum darstellt.
Das Orchester erschien auch in Alexander McCall Smith’ Roman The Sunday Philosophy Club.
Ein Dokumentarfilm über das RTO, The Really Terrible Orchestra, unter der Regie von Edward Brooke-Hitching, wurde für das 60. International Edinburgh Film Festival 2006 ausgewählt und gewann dort den Baillie Gifford Award als beste schottische Kurzdokumentation.
Das erste Konzert, das das RTO in London gab, fand am 3. November 2007 in der Cadogan Hall statt.
Am 1. April 2009 gab das RTO auf seiner ersten (eintägigen) Überseereise ein Konzert in der Town Hall von New York City.

## Rezeption
Im Zusammenhang mit der Berichterstattung über das Orchester in der Fernseh-Kultursendung ttt – titel, thesen, temperamente am 20. September 2009 hieß es auf der Das-Erste-Website: „Scheitern kann eine wunderbare Sache sein.“ Die Süddeutsche Zeitung schrieb: „Das Really Terrible Orchestra spielt immer miserabel. Dafür lieben es die Leute.“ Christoph Winder merkte in der österreichischen Zeitung Der Standard an: „Üblicherweise verhält es sich in kapitalistischen Gesellschaften so, dass jeder, der eine Ware anzubieten hat, dieselbe loben und preisen wird: Die billigste Wurst, das beste Makrelenfilet, die aktuellste Zeitung, das sauberste Waschmittel, das leckerste Leckerli und so fort. […] So sehr sind wir an dieses Loben und Preisen gewohnt, dass es uns recht sonderbar, aber doch auch irgendwie erfrischend anweht, wenn wir […] plötzlich von der Existenz eines Orchester in Edinburgh erfahren, welches den viel (oder eher wenig) versprechenden Namen ‚Really Terrible Orchestra‘ (RTO) trägt. […] Ist das nicht reizend? Wenn dieses Beispiel Schule machte, so bekämen es wir fortan mit weniger prahlerischen, dafür aber umso ehrlicheren Produktbezeichnungen zu tun.“ Das Hamburger Abendblatt verwies 2007 in einem Online-Bericht auf die Website des Orchesters und warnte: „Hörbeispiele auf eigene Gefahr unter www.thereallyterribleorchestra.com.“